# 芮春浩
芮 春浩（イェ・チュノ〈イェ・チュンホ〉、朝鮮語: 예춘호、1927年2月7日 - 2020年7月22日）は、韓国の政治家、民主化運動家。第6・7・10代国会議員。本貫は義興芮氏、号は牧邨（モクチョン、목촌）。

## 経歴
釜山市影島出身。東亜大学校経済学科卒、ソウル大学校大学院経済科修了（経済学修士）。
民主共和党の共同発起人として政界入りした。1963年の第6代総選挙と1967年の第7代総選挙で民主共和党から出馬し連続当選し、民主共和党事務総長・党務委員、アジア議員連盟韓国代表、国会商工委員長を歴任したが、1969年の3選改憲に反対する活動及び4・8抗命事件で民主共和党から除名された。1978年の第10代総選挙で無所属から出馬し再び当選し、その後新民党に入党したが、1980年のソウルの春の時、軍部による金大中内乱陰謀事件の首謀者として議員職を剥奪され、拷問捜査の末に懲役12年を宣告され、2年間服役した。1984年に民主化推進協議会の結成を主導して副議長を務めた。1987年の金大中と金泳三の分裂事態を受け、趙舜衡、諸廷坵、柳寅泰らと共にハンギョレ民主党を設立し、常任代表を務めたが、同党の1988年の第13代総選挙での敗北により政界を離れた。他に社団法人影島育英会理事長、韓国政治犯同志会長、社団法人韓国社会科学研究所理事長を務めた。
2020年に老衰で死去、94歳没。

## 親族
漢陽大学校教養学部教授、社会福祉共同募金会会長の芮鍾碩は息子。また、息子の1人は元労働部長官の南載熙の次女と結婚した。